# Princezna z Montpensier
Princezna z Montpensier (v originále La Princesse de Montpensier) je francouzsko- německý hraný film z roku 2010, který režíroval Bertrand Tavernier podle stejnojmenného románu Madame de La Fayette. Děj se odehrává v době náboženských válek a končí krátce po bartolomějské noci. Snímek měl světovou premiéru na filmovém festivalu v Cannes dne 16. května 2010.

## Obsazení
| Mélanie Thierry           | Renée d'Anjou-Mézières              |
| Gaspard Ulliel            | Jindřich I. de Guise                |
| Grégoire Leprince-Ringuet | François de Montpensier             |
| Raphaël Personnaz         | Jindřich III.                       |
| Lambert Wilson            | hrabě François de Chabannes         |
| Michel Vuillermoz         | Ludvík III. z Montpensier           |
| Judith Chemla             | Kateřina Lotrinská                  |
| Philippe Magnan           | Nicolas d'Anjou-Mézières            |
| Jean-Pol Dubois           | Karel Lotrinský                     |
| César Domboy              | Karel II. Lotrinský                 |
| Anatole de Bodinat        | Anne de Joyeuse                     |
| Eric Rulliat              | Jacques de Lévis de Caylus          |
| Samuel Theis              | Jean-Louis de Nogaret de La Valette |
| Florence Thomassin        | Gabrielle de Mareuil-Mézières       |
| Christine Brücher         | Jacqueline de Longwy                |
| Evelina Meghnagi          | Kateřina Medicejská                 |
| Joséphine de La Baume     | Jeanne                              |
| Jean-Yves Roan            | podomní obchodník                   |
| Nathalie Krebs            | guvernantka princezny               |
| Alain Sachs               | hostinský                           |
| Jean-Claude Calon         | vévodův krejčí                      |

## Ocenění
- Filmový festival ve Filadelfii: Cena diváků - Čestné uznání (Bertrand Tavernier)
- César: nejlepší kostýmy (Caroline de Vivaise); nominace v kategoriích nejslibnější herec (Raphaël Personnaz, Grégoire Leprince-Ringuet), nejlepší adaptace (Jean Cosmos, François-Olivier Rousseau a Bertrand Tavernier), nejlepší výprava (Guy-Clauda Françoise), nejlepší kamera (Bruno De Keyzer), nejlepší filmová hudba (Philippe Sarde)
- Filmový festival v Cabourgu: Swann d’or pro nejslibnějšího herce (Raphaël Personnaz)
- Étoile d'or du cinéma français: nejslibnější herec (Grégoire Leprince-Ringuet, Raphaël Personnaz), nejlepší původní filmová hudba (Philippe Sarde)
- Lumières: nejlepší herec (Lambert Wilson)